# Exmar Ship Management
 (octobre 2019).
Si vous disposez d'ouvrages ou d'articles de référence ou si vous connaissez des sites web de qualité traitant du thème abordé ici, merci de compléter l'article en donnant les références utiles à sa vérifiabilité et en les liant à la section « Notes et références ».
Exmar Ship Management est une société spécialisée dans l'industrie maritime qui a évolué en 1991 des activités maritimes du groupe CMB, Compagnie maritime belge, établie en 1895 comme un groupe d'affrètement diversifié et ayant son quartier général basé à Anvers en Belgique.
En 2016, la compagnie a réalisé 40,4 millions de dollars de bénéfices.

## LNG cargo
La flotte LNG gérée par Exmar Ship Management est composée de 14 bateaux, dont la capacité varie entre 65 000 m3 et 174 400 m3[réf. nécessaire] : 
| Navire          | Capacité (en m³) | Année construction | Yard                   | Propriétaire            | Type  | Depuis            |
| --------------- | ---------------- | ------------------ | ---------------------- | ----------------------- | ----- | ----------------- |
| Excelerate      | 138 000          | 2006               | DSME                   | Exmar/Excelerate Energy | LNGRV | 20 octobre 2006   |
| Excellence      | 138 000          | 2005               | DSME                   | Maya Maritime           | LNGRV | 5 avril 2005      |
| Experience      | 174 400          | 2014               | DSME                   | G Kaiser                | LNGRV | 5 avril 2005      |
| Excelsior       | 138 000          | 2005               | DSME                   | Exmar/TK LNG Partners   | LNGRV | 14 janvier 2005   |
| Excel           | 138 000          | 2003               | DSME                   | Exmar/MOL               | LNGC  | 26 septembre 2003 |
| Excalibur       | 138 000          | 2002               | DSME                   | Exmar/TK LNG Partners   | LNGC  | 1er octobre 2002  |
| Methania        | 131 000          | 1978               | Boelwerf               | Distrigas LNG Shipping  | LNGC  | 1er janvier 1978  |
| Explorer        | 150 900          | 2008               | DSME                   | Exmar/Excelerate Energy | LNGRV | 1er janvier 2008  |
| Express         | 150 900          | 2009               | DSME                   | Exmar/Excelerate Energy | LNGRV | 11 mai 2009       |
| Exemplar        | 150 900          | 2010               | DSME                   | Excelerate Energy       | LNGRV | 30 septembre 2010 |
| Expedient       | 150 900          | 2010               | DSME                   | Excelerate Energy       | LNGRV | 2 avril 2010      |
| Exquisite       | 150 900          | 2009               | DSME                   | Excelerate Energy       | LNGRV | 30 octobre 2009   |
| LNG Lerici      | 65 000           | 2009               | Sestri Cantieri Navali | LNG Shipping            | LNGRC | 3 octobre 2012    |
| LNG Portovenere | 65 000           | 2009               | Sestri Cantieri Navali | LNG Shipping            | LNGRV | 4 octobre 2012    |

## FLNG cargo
La flotte FLNG n'est composée que d'un bateau, de 16 100 m3 de capacité, construit en 2015 et dont le nom est « Carribean FLNG 0.5 mtpa ».

## FSRU
Le FRSU Toscana est co-managé et opéré par Exmar Ship Management et Fratelli Cosulich à travers une entreprise commune Exmar Cosulich Offshore Services
| Navire       | Capacité (en m³) | Année de construction | Yard           | Propriétaire | Type | Depuis           |
| ------------ | ---------------- | --------------------- | -------------- | ------------ | ---- | ---------------- |
| FSRU Toscana | 79 984           | 2012                  | Drydocks World | OLT          | FSRU | 1er février 2012 |

## LPG/NH3 cargo
Exmar Ship Management opère les VLGCs, transporteurs de gaz semi-refrigérés et pressurisés suivants :
| Navire        | Capacité (en m³) | Année construction | Yard          | Propriétaire                     | Type              | Depuis             |
| ------------- | ---------------- | ------------------ | ------------- | -------------------------------- | ----------------- | ------------------ |
| Angela        | 3 540            | 2009               | Yamanishi     | Fertility Devpt Co Ltd/Wah Kwong | Pressurised       | 20 octobre 2006    |
| Avance        | 83 000           | 2002               | Kawasaki HI   | Avance                           | VLGC              | 5 avril 2005       |
| Bastogne      | 35 229           | 2002               | Hyundai HI    | Exmar/Teekay                     | Midsize           | 21 septembre 2011  |
| Breeze        | 83 000           | 2014               | Jiangnan      | Avance                           | VLGC              | 9 avril 2015       |
| Bruge Venture | 35 418           | 1997               | Mitsubishi HI | Exmar/Teekay                     | Midsize           | 21 avril 2013      |
| Brussels      | 35 454           | 1997               | Mitsubishi HI | Exmar/Teekay                     | Midsize           | 4 mai 2005         |
| Courcheville  | 28 006           | 1989               | Boelwerf      | Exmar/Teekay                     | Midsize           | 1er août 1996      |
| Elisabeth     | 3 452            | 2009               | Yamanishi     | Laurel Carriers Inc/Wah Kwong    | Pressurised       | 15 octobre 2012    |
| Eupen         | 38 961           | 1999               | Mitsubishi HI | Exmar/Teekay                     | Midsize           | 14 décembre 2002   |
| Joan          | 3 540            | 2007               | Yamanishi     | Universal Crown Ltd/Wah Kwong    | Pressurised       | 6 juillet 2009     |
| Kaprijke      | 38 000           | 2014               | HHIC          | Exmar/Teekay                     | Midsize           | 24 septembre 2015  |
| Knokke        | 38 000           | -                  | HHIC          | Exmar/Teekay                     | Midsize           | 17 février 2015    |
| Libramont     | 38 445           | 2006               | DSME          | Exmar/Teekay                     | Midsize           | 16 mai 2006        |
| Levant        | 38 000           | 2014               | HHIC          | Advance                          | VLGC              | 18 août 2015       |
| Magdalena     | 3 541            | 2008               | Yamanishi     | Hallsworth Marine/Wah Kwong      | Pressurised       | 9 mai 2012         |
| Marianne      | 3 539            | 2008               | Yamanishi     | Croxford Ltd/Wah Kwong           | Pressurised       | 9 septembre 2009   |
| Mistral       | 83 000           | 2013               | Jiangnan      | Avance                           | VLGC              | 13 janvier 2015    |
| Monsoon       | 83 000           | 2014               | Jiangnan      | Avance                           | VLGC              | 13 janvier 2015    |
| Passat        | 83 000           | 2014               | Jiangnan      | Avance                           | VLGC              | 17 juillet 2015    |
| Sirocco       | 53 800           | 2014               | Jiangnan      | Avance                           | VLGC              | 17 juillet 2015    |
| Temse         | 12 030           | 1995               | Boelwerf      | Exmar/Teekay                     | Semi-refrigerated | 1er septembre 1995 |
| Touraine      | 39 270           | 1996               | Hitachi Zosen | Exmar/Teekay                     | Midsize           | 12 mai 2003        |
| Waasmunster   | 38 115           | 2013               | Hyundai Mipo  | Exmar/Teekay                     | Midsize           | 1er avril 2014     |
| Waregem       | 38 115           | 2014               | Hyundai Mipo  | Exmar/Teekay                     | Midsize           | 25 septembre 2014  |
| Warisoulx     | 38 115           | 2013               | Hyundai Mipo  | Exmar/Teekay                     | Midsize           | 12 janvier 2015    |
| Warinsart     | 38 115           | 2013               | Hyundai Mipo  | Exmar/Teekay                     | Midsize           | 6 juin 2014        |

## Offshore
Exmar Ship Management est responsable pour les opérations techniques des unités offshore suivantes :
- Farwah : stockage FPSO
- Kissama : barge offshore non propulsée, 220 personnes.
- Nunce : barge offshore non propulsée, 350 à 450 personnes.
- Otto 5 : barge offshore non propulsée, 300 personnes.